# Herbert Osterkamp
Herbert Osterkamp, nemški general, * 7. maj 1894, † 17. marec 1970.